# Škola budoucnosti
Škola budoucnosti (v anglickém originále The Miseducation of Lisa Simpson) je 12. díl 31. řady (celkem 674.) amerického animovaného seriálu Simpsonovi. Scénář napsal J. Stewart Burns a díl režíroval Matthew Nastuk. V USA měl premiéru dne 16. února 2020 na stanici Fox Broadcasting Company a v Česku byl poprvé vysílán 22. září 2020 na stanici Prima Cool.

## Děj
Díl začíná retrospektivou, scéna se odehrává v baru během zimy a německý policista požaduje, aby námořník Horatio McCallister a jeho manželka předali druhou polovinu mapy pokladu, kterou vlastnil. Pár místo toho vyplivne vodku skrz svíčku, oslepí kolegy policisty a založí oheň. Ukradne i první část mapy a uteče s ní z hořící budovy s odhodláním najít poklad.
O čtyřicet let později námořník McCallister konečně najde poklad, ale starosta Quimby jej zabaví, neboť byl nalezen na území Springfieldu – hranice města však byly změněny minulou noc na základě upozornění námořníkovy manželky. Jelikož si město není jisté, kam investovat poklad, Marge navrhuje, aby město postavilo školu STEM, která bude učit děti vědu, techniku, informatiku a matematiku (z anglického science, technology, engineering, and mathematics), aby v budoucnu uspěly. Springfielďané považují návrh za nudný, ale s pomocí Johna Legenda a jeho manželky Chrissy Teigenové s touto myšlenkou souhlasí.
V nové škole STEM, kterou vede vzdělávací mentor Zane Furlong, je Bart nadšený ze vzdělávání pomocí videoher a Líza je přijata do třídy pro talenty. Třída pro talenty se dozvídá, že škola je řízena algoritmem, který určuje nejlepší vzdělání pro děti. Na Dni s kariérou ve STEMu Homer hovoří o své práci bezpečnostního inspektora v jaderné elektrárně, Furlong však jeho práci označuje za zastaralou a prý přestane brzy existovat – práci Homera budou podle Furlonga vykonávat automatizované procesy (roboti), což Homera vyděsí. Posléze je do elektrárny nainstalován nový automat na nápoje. Homer se kvůli tomu snaží dokázat, že lidé umí připravovat nápoje lépe než stroje, a rozlévá nápoje ostatním zaměstnancům, dokud neomdlí vyčerpáním. Jakmile se zotaví, zaradují se, že o práci nepřijdou, aniž by však věděli, že pan Burns zahajuje zkušební provoz robotů na pracovišti.
Mezitím Líza zjistí, že děti mimo třídu pro talenty jsou vzdělávány pro „vedlejšáky“ (vedlejší/podřadné práce). Snaží se varovat ostatní děti, ale Bart je přesvědčí, že se nemají čeho bát. Frustrovaná Líza se proto pokouší přepsat algoritmus, aby zajistila, že ostatní děti budou mít také STEM vzdělání, ale Bart ji zastaví. Perou se, dokud je nepřeruší Furlong a pokusí se pomocí algoritmu určit zaměstnání budoucnosti. Trojice je vyděšena, protože algoritmus určil pouze jedno zaměstnání, které roboti v budoucnu nebudou vykonávat za lidi – péči o seniory (a STEM prý ve skutečnosti znamená Sponge-bathing Toileting Elderly Massage – vytírání, toaleta, infuze a masáže). Bart a Líza varují děti prostřednictvím videa a zděšení žáci algoritmus přehodnotí pomocí zpětné vazby, což způsobí pokles protokolu sebevědomí algoritmu, serverovna vybuchne a zničí celou školu. Bart s Lízou jsou smutní z jejich vyhlídek do budoucna a Homer utěšuje Marge, která školu navrhla.
V titulkové scéně Furlong, který nyní rozváží jídlo, tvrdí, že se vše mění a nikdo neví, co budou lidé dělat v budoucnosti. V prodictu však planetu ovládly stroje, které nutí dospělého Barta a Lízu rozlévat nápoje, zatímco Carl krouží kolem planety v luxusním zařízení. 

## Kritika
Dennis Perkins, kritik The A.V. Clubu, ohodnotil epizodu hodnocením B− a uvedl: „Vzhledem k tomu, že Simpsonovi stárnou, tak občas rozvinou příběh jedné z vedlejších postav. Někdy je potřeba aktualizovat problematický stereotyp, aby byla postava kulturně přijatelnější. Jindy to zavání závazkem vyrobit dostatek dílů pro danou řadu. Pak existují epizody využívající potenciálu dříve jednorozměrné vtipné postavy, která se snaží přiblížit se trochu více lidské bytosti. (I když je to technicky stále jednorozměrné, jedná se totiž o kreslený seriál.)“
Tony Sokol, kritik Den of Geek, ohodnotil díl třemi z pěti hvězdiček.